# José Ortigoza
José Ortigoza (1 april 1987) is een Paraguayaans voetballer die als aanvaller speelt bij Cerro Porteño.

## Clubcarrière
José Ortigoza begon zijn carrière bij Sol de América in 2004. José Ortigoza speelde voor Paraguayaanse, Braziliaanse, Zuid-Koreaanse, Chinese, Japanse en Mexicaanse clubs.

## Paraguayaans voetbalelftal
José Ortigoza maakte op 4 september 2010 zijn debuut in het Paraguayaans voetbalelftal tijdens een vriendschappelijke wedstrijd tegen Japan.

## Statistieken
| Paraguayaans voetbalelftal | Paraguayaans voetbalelftal | Paraguayaans voetbalelftal |
| Jaar                       | Duels                      | Goals                      |
| -------------------------- | -------------------------- | -------------------------- |
| 2010                       | 3                          | 2                          |
| 2011                       | 0                          | 0                          |
| 2012                       | 2                          | 1                          |
| 2013                       | 0                          | 0                          |
| 2014                       | 0                          | 0                          |
| 2015                       | 1                          | 0                          |
| Totaal                     | 6                          | 3                          |